# Christian Gottfried Trinkaus (Bankier, 1800)
Christian Gottfried Trinkaus (* 1800; † 1870) war ein deutscher Kaufmann und Bankier.

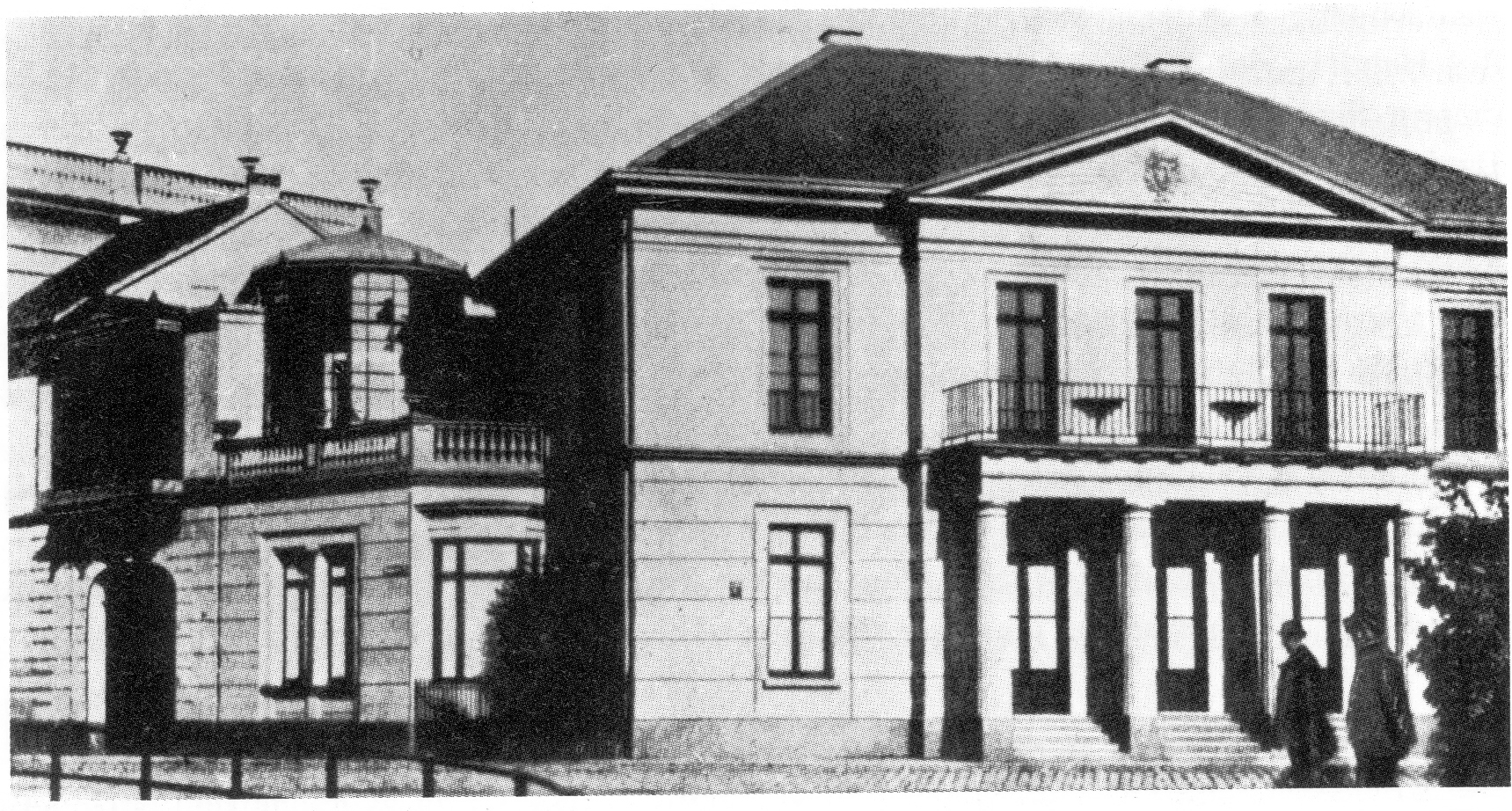
Palais Pritzelwitz, 1852 erworben von Christian Gottfried Trinkaus

## Leben
Bereits mit 17 Jahren arbeitete er im Düsseldorfer Handelshaus seines Onkels und späteren Adoptivvaters Christian Gottfried Jaeger. Wenige Jahre später wurde er Mitinhaber des Handelshauses und weitete die Tätigkeit des Unternehmens auf Kreditgeschäfte aus. Nach dem Tod Jaegers übernahm er das Geschäft und wandelte es vollständig in ein Bankhaus um. 
Das Bankgeschäft Trinkaus befand sich zuerst in der Bilker Straße, die zu dieser Zeit eigentlich ein ausgesprochenes Adelsquartier war. Später wurde das vornehmste Haus der Carlstadt, am Carlsplatz 984 bezogen, das von Kurfürst Karl Theodor erbaut worden war. 1852 erwarb er das Haus Hofgartenstraße 12, das von Adolf von Vagedes für Karl von Pritzelwitz gebaut war, wo er das Geschäft fortführte.
Sein 1843 geborener gleichnamiger Sohn Christian Gottfried Trinkaus stieg 1864 in das väterliche Geschäft ein. Später verlegte er die Bank, die heute den Namen HSBC Trinkaus trägt, in das Nebenhaus 12b. Das Palais Hofgartenstraße 12, an der Hofgartenecke und dem Schadowplatz, blieb Wohnung des Bankiers. Im Adressbuch der Oberbürgermeisterei Düsseldorf von 1867 wurde der Eingang zum Comptoir unter Hofgartenstraße Nr. 13 und das Wohnhaus mit der Nr. 14 verzeichnet.